# 川崎市立南野川小学校
川崎市立南野川小学校（かわさきしりつみなみのがわしょうがっこう）は神奈川県川崎市宮前区南野川2丁目にある公立小学校。

## 概要
- 本校は、野川小学校児童数増加により、開校した。

## 沿革
出典
- 1970年（昭和45年） - 野川小学校の過密化に伴い、新設校設置の運動が起き、市当局へ陳情。市議会にて採択。昭和47年度開校を目途として、南野川方面に土地を探す。
- 1971年（昭和46年） - 急遽、南野川地区から梶ケ谷地区に新設校を設置することに変更となる。
- 1972年（昭和47年）9月 - 南野川に用地買収完了。
- 1973年（昭和48年）
  - 1月9日 - 校名を「川崎市立南野川小学校」と決定。
  - 4月1日 - 野川小学校より分離独立し開校。開校時点で、児童数が4学年以下の534名、職員数25名、プレハブ15教室。
  - 4月5日 - どろんこの校庭での始業式とプレハブ校舎廊下での第1回入学式挙行。
  - 4月6日 - 野川小学校とのお別れ式。
  - 4月14日 - 移動校舎電気設備を引き継ぐ。
  - 4月17日 - 放送設備を引き継ぐ。
  - 5月4日 - 南野川小学校敷地を引き継ぐ。
  - 5月30日 - PTA設立。
  - 6月2日 - プレハブ校舎増設。
  - 7月6日 - 自動火災報知器完成。
  - 7月29日 - 御岳林間学校（4年生）開設。
  - 9月15日 - 開校記念運動会開催。
  - 11月28日 - 校章制定。
  - 12月3日 - 体育館落成。
- 1974年（昭和49年）
  - 1月28日 - 校歌制定。
  - 2月12日 - 校旗制定。
  - 3月5日 - 新校舎（鉄筋4階建19教室、特別教室、給食室）完成。
  - 3月7日 - 新校舎に引っ越し。
  - 3月15日 - 開校記念式典挙行。
  - 4月15日 -　東側昇降口及び渡り廊下完成。
  - 4月19日 - 校地の法面完成。
  - 9月4日 - ジャングルジム、雲梯（うんてい）等のコンビネーション完成。
- 1975年（昭和50年）
  - 3月31日 - 第2校舎(鉄筋4階建8教室、教材室、昇降口）完成。
  - 5月12日 - 記念樹「くすのき(楠)」植樹。
  - 6月25日 - プール完成。
- 1976年（昭和51年）
  - 5月8日 - 家庭科室改造工事完成。
  - 6月3日 - 第2校舎に、子テレビ8台設置。
- 1977年（昭和52年）
  - 3月14日 - 焼き物小屋完成。
  - 5月19日 - 開校5周年記念春季大運動会開催。
  - 5月24日 - 開校5周年記念植樹。
  - 10月28日 - 開校5周年記念学芸会開催。
- 1978年（昭和53年）
  - 2月28日 - 体育館前記念樹、門かぶり松植樹完成。
  - 5月2日 - 開校5周年を祝う集会及び祝う会を実施。
- 1979年（昭和54年）
  - 5月18日 - 第3校舎完成。
  - 9月10日 - 給食室裏シャッター取り付け工事完了。
  - 9月14日 - 飼育小屋落成、小動物移転。
- 1980年（昭和55年）
  - 7月21日 - 気象観測露場及び校門付近の外柵取り替え工事完了。
  - 12月19日 - 第2校舎北側に桜植樹。
- 1981年（昭和56年）
  - 3月31日 - 卒業制作卜一テムポール完成。風向、風速計設置。
  - 4月16日 - 屋上に共同アンテナ設置。
  - 5月15日 - 第2校舎北側通路舗装工事完了。
- 1982年（昭和57年） 
  - 5月8日 - 開校10周年記念航空写真撮影。
  - 5月30日 - 開校10周年記念大運動会開催。
  - 11月8日 - 開校10周年「オープニングの会」開催。
  - 11月12日 - 開校10周年記念式典「祝う会」開催。
- 1983年（昭和58年）
  - 2月3日 - 開校10周年記念学芸会開催。
  - 7月2日 - プール改良工事完了。
- 1985年（昭和60年）2月18日 - 防球ネット完成。
- 1987年（昭和62年）10月21日 - 雨水貯留池完成。
- 1989年（平成元年）
  - 3月31日 - 落石防止アーケード設置。プール更衣室工事完了。
  - 9月5日 - 管理棟（事務センター、用務員室、更衣室他）改修工事完了。
- 1990年（平成2年）
  - 3月10日 - 体育館緞帳、袖幕取り替え工事完了。
  - 12月15日 - 第1校舎東階段（1階～4階）塗装。
- 1991年（平成3年）
  - 8月31日 - 第1校舎階段及び校庭側校門（南門）前石段手摺設置。
  - 12月25日 - 生活科学習用飼育小屋新設。
- 1992年（平成4年）
  - 3月31日 - 第2・第3校舎通路改修工事完了。玄関と第1校舎廊下塗装完了。
  - 5月20日 - 保健室冷暖房施設設置。
  - 7月30日 - 保健室内装改修工事完了。
  - 8月31日 - 体育館床改修工事完了。
  - 10月12日 - 校舎外壁補修並びに塗装工事完了。
  - 10月31日 - 南野川フェスティバル（開校20周年を祝う会）開催。
  - 11月7日 - 開校20周年記念式典挙行し、祝賀会開催。
  - 11月27日 - 開校20周年記念学芸会開催。
- 1994年（平成6年）
  - 3月8日 - 第2校舎外壁補修及び塗装工事完了。
  - 9月2日 - 放送調整卓工事完了。
- 1997年（平成9年）9月8日 - 理科室改修工事完了。
- 1999年（平成11年）3月31日 - 飼育小屋改修工事完了
- 2001年（平成13年）4月1日 - 障害児級の通称を「さくら級」とする。
- 2002年（平成14年）
  - 6月11日 - 開校30周年記念航空写真撮影
  - 9月28日 - 開校30周年記念「虹色の音楽会」開催。
  - 11月9日 - 開校30周年記念式典挙行し、祝賀会を開催。
- 2003年（平成15年）
  - 3月14日 - 南野川小学校付属幼稚園閉園式挙行。
  - 3月31日 - 南野川小学校付属幼稚園閉園。
- 2004年（平成16年）8月31日 - 耐震補強工事竣工（夏季休業中に工事実施）。
- 2007年（平成19年）12月25日 - 校内LANＮ工事完了。
- 2009年（平成21年）
  - 3月31日 - 東側トイレ（2階～4階）改修工事完了。
  - 5月25日 - 子どもサポート南野川開所（旧南野川小学校付属幼稚園）。
  - 8月31日 - 普通教室全教室にエアコン設置完了。
- 2010年（平成22年）3月31日 - 大型50インチテレビが各教室に設置。
- 2011年（平成23年）3月31日 - 地上デジタル化工事完了。
- 2012年（平成24年）
  - 8月21日 - 観察池周囲フェンス・渡り廊下（東昇降口より体育館）改修工事完了。
  - 12月1日 - 開校40年記念式典祝賀会を開催。
- 2018年（平成30年）3月1日 - 新体育館おめでとうの会開催。
- 2020年（令和2年）3月3日 - 新型コロナウイルス感染拡大防止のため、5月31日までの臨時休校。
- 2021年（令和3年）
  - 3月1日 - トイレ改修工事完了。
  - 4月1日 - GIGAスクール構想に向けた1人1台端末の配付。
- 2022年（令和4年）11月12日 - 開校50年記念式典挙行。

## 教育目標
- たくましい子
- のびる子
- 力を合わせる子
- あかるい子

## 通学区域
出典
- 宮前区
  - 西野川3丁目（1番～2番・12番～13番・23番～26番・28番）
  - 東有馬2丁目（41番27号～41番38号）
  - 南野川1丁目（10番を除く）
  - 南野川2丁目（全域）
  - 南野川3丁目（2番～18番・21番）
- 高津区
  - 東野川2丁目（14番～37番）

## 進学先中学校
出典
- 川崎市立野川中学校

## 学校周辺
- 野川住宅
- また、横浜市との市境線も近い。

## 交通
- 南野川バス停下車後、徒歩。
  - 停車系統は、川崎市営バス「鷺02」・「溝21」、東急バス「鷺02」の各系統。
  - 校庭南側の裏門までは約190mと近いが、正門までは約380mと約2倍の距離となる。